# Jon Cryer
Jonathan Niven „Jon” Cryer (New York, 1965. április 16. –) kétszeres Primetime Emmy-díjas amerikai színész, filmrendező, forgatókönyvíró és filmproducer.
Leginkább a CBS amerikai csatornán futó Két pasi – meg egy kicsi című sorozatból ismert, amelyben Alan Harpert játszotta

## Élete és munkássága

### Fiatalkora és tanulmányai
1965. április 16-án született New Yorkban Donald David Cryer és Gretchen Cryer gyermekeként. 12 éves volt, amikor eldöntötte, hogy színész szeretne  lenni. Az iskolás évei alatt több nyáron keresztül a Stagedoor Manor Performing Arts Training Centerbe járt, majd 1983-ban érettségizett a Bronx High School of Science tanintézményben, ahol osztálytársa volt Boaz Yakin rendező és forgatókönyvírónak. Az érettségi után drámát tanult Londonban a Royal Academy of Dramatic Artban.

### Pályafutása

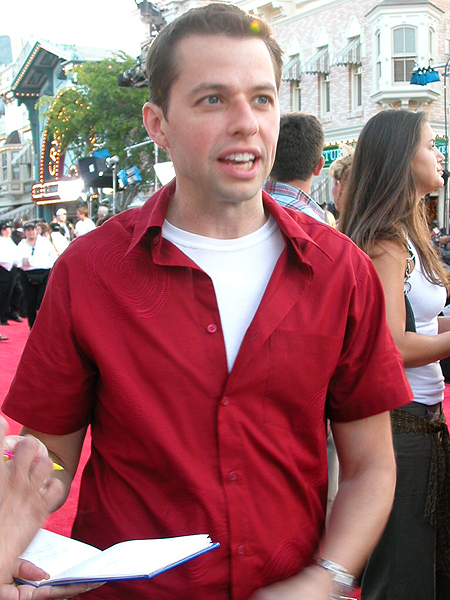
A Karib-tenger kalózai: A Fekete Gyöngy átka premierjén (2003. június 28.)

Az első filmes szerepét 1984-ben kapta a Jerry Schatzberg által rendezett Fotós szerelem című vígjátékban Demi Moore oldalán. Ezután a következő években főleg vígjátékokban és filmekben szerepelt, többek között az O. C. és Stiggsben (1985), Álmodj rózsaszíntben (1986), Superman IV. – A sötétség hatalmában (1987), és a Nagy durranásban (1991) Jim "Pancser" Pfaffenbach karaktereként.
Az 1990-es években Cryer több szitkom sorozatban játszott főszerepet, mint például a The Famous Teddy Z, a Getting Personal vagy a The Trouble with Normalban, ám ezek mindegyike az első évad után megszűnt az alacsony nézettség miatt. Emellett ekkoriban több színdarabban is szerepelt a londoni színházban. Jelentkezett 1993-ban a Jóbarátok egyik szerepére, amiben nagyon szerette volna eljátszani Chandler figuráját, ám akkor éppen Londonban dolgozott egy színdarabon, így csak az ottani casting ügynökséggel küldetett egy videóanyagot - ez azonban már csak azután érkezett meg az amerikai döntéshozókhoz, amikor azok már letették a voksukat Matthew Perry mellett.
1998-ban írt egy saját filmet is Went to Coney Island on a Mission from God... Be Back by Five címmel, amelyet a Los Angeles-i filmfesztiválon mutattak be, kedvező visszhanggal. (A filmnek ő volt a főszereplője és a producere is.)
Az igazi áttörést 2003-ban érte el a Két pasi - meg egy kicsi című sorozatban Charlie Sheen, Angus T. Jones, később Ashton Kutcher oldalán. A kissé csetlő-botló, csontkovács Alan Harper szerepéért több Emmy-jelölést kapott. 2009-ben elnyerte a legjobb férfi mellékszereplőnek járó Emmy-díjat vígjátéksorozatban. Epizódonként 550 000 dolláros bevételével Cryer az amerikai televízió egyik legjobban fizetett vígjátéksztárja volt. A sorozat 2015. február 19-én ért véget a 262. epizód után.
2011. szeptember 19-én megkapta a 2449. csillagot a hollywoodi hírességek sétányán televíziós kategóriában. Szintén ebben az évben a New York-i Broadwayn Neil Patrick Harrissel közösen szerepelt a Musical Company-ban.

### Magánélete

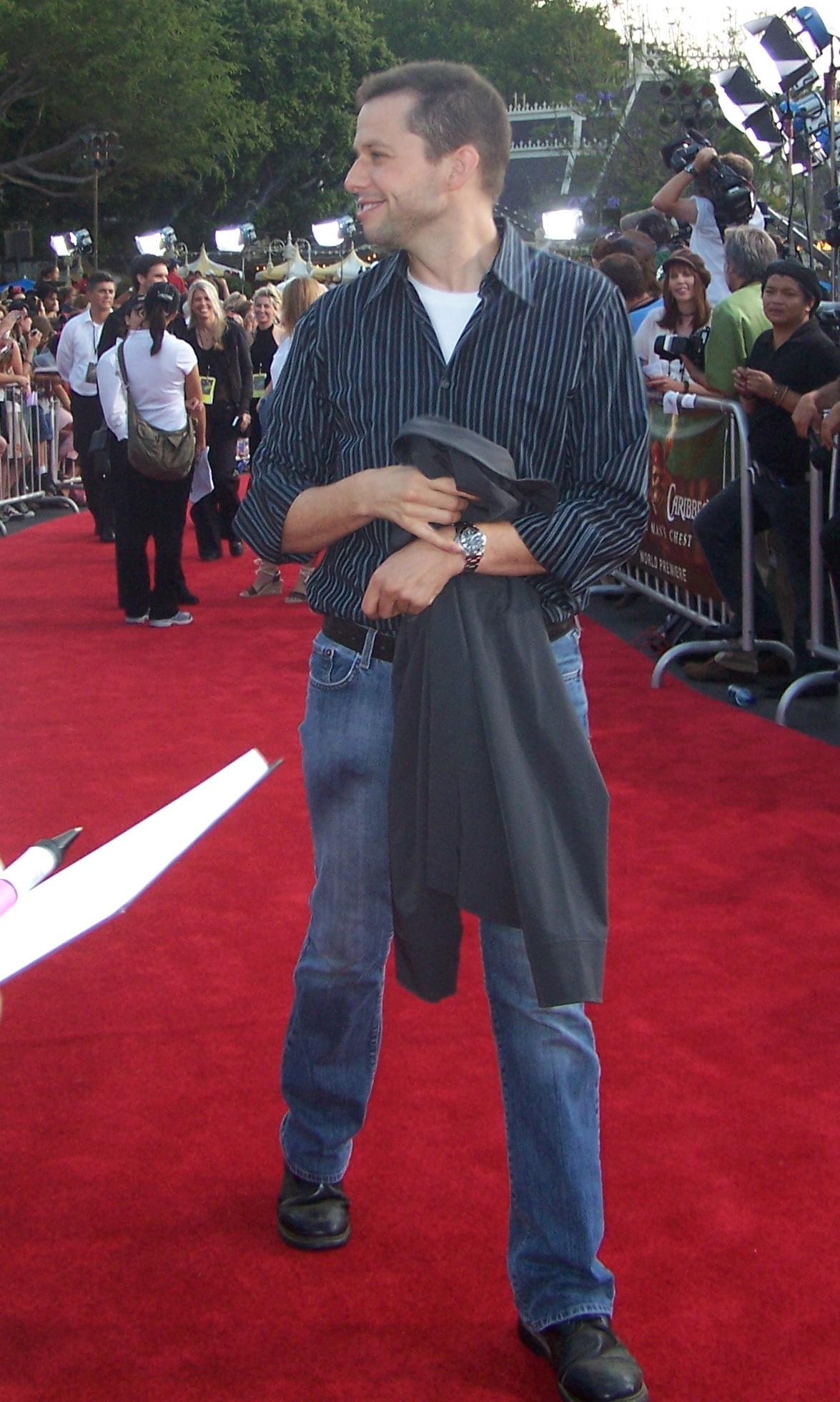
A Karib-tenger kalózai: Holtak kincse Los Angeles-i premierjén (2006)

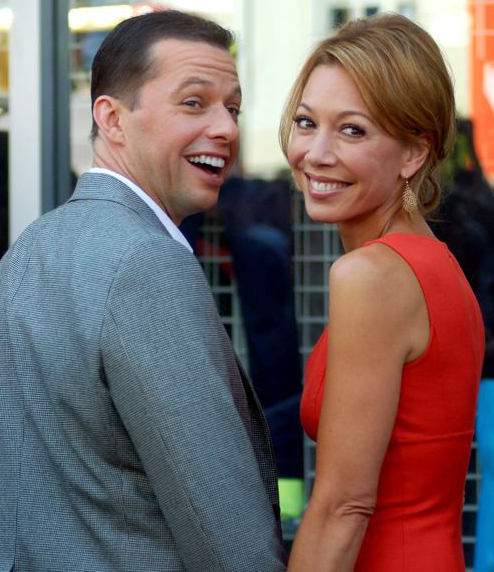
Cryer és Lisa Joyner 2011 szeptemberében

1999-ben házasodott össze Sarah Trigger brit színésznővel, akitől 2000-ben született egy fia, Charlie Austin, azonban 2004-ben elváltak. Majd 2007 júniusában feleségül vette Lisa Joyner újságírót és televíziós műsorvezetőt, akivel 2009-ben örökbe fogadtak egy kislányt.

## Filmográfia

### Film
| Év   | Magyar cím                        | Eredeti cím                                                   | Szerep                       | Magyar hang        |
| ---- | --------------------------------- | ------------------------------------------------------------- | ---------------------------- | ------------------ |
| 1984 | Fotós szerelem                    | No Small Affair                                               | Charles Cummings             | Gerő Gábor         |
| 1985 | O. C. és Stiggs (Nyári dili)      | O.C. and Stiggs                                               | Randall Schwab Jr.           | Lippai László      |
| 1986 | Álmodj rózsaszínt                 | Pretty in Pink                                                | Phil "Duckie" Dale           | Bartucz Attila     |
| 1987 |                                   | Morgan Stewart's Coming Home                                  | Morgan Stewart               |                    |
| 1987 | Superman IV. – A sötétség hatalma | Superman IV: The Quest for Peace                              | Lenny Luthor                 | Boros Zoltán       |
| 1987 | Superman IV. – A sötétség hatalma | Superman IV: The Quest for Peace                              | Lenny Luthor                 | Lippai László      |
| 1987 | Superman IV. – A sötétség hatalma | Superman IV: The Quest for Peace                              | Lenny Luthor                 | Szvetlov Balázs    |
| 1987 | Jampecek                          | Dudes                                                         | Grant                        | Bor Zoltán         |
| 1987 |                                   | Hiding Out                                                    | Andrew Morenski / Max Hauser |                    |
| 1989 |                                   | Penn & Teller Get Killed                                      | egyetemista                  |                    |
| 1991 | Nagy durranás                     | Hot Shots!                                                    | Jim "Pancser" Pfaffenbach    | Pusztaszeri Kornél |
| 1993 |                                   | The Waiter (rövidfilm)                                        | Tommy Kazdan                 |                    |
| 1996 |                                   | The Pompatus of Love                                          | Mark                         |                    |
| 1996 |                                   | Cannes Man                                                    | önmaga                       |                    |
| 1997 |                                   | Plan B                                                        | Stuart Winer                 |                    |
| 1998 |                                   | Went to Coney Island on a Mission from God... Be Back by Five | Daniel                       |                    |
| 1998 | A szentfazék                      | Holy Man                                                      | Barry                        | Takátsy Péter      |
| 2001 | Néma forgatókönyv                 | Glam                                                          | Jimmy Pells                  |                    |
| 2008 | Állati mesék: 3 malac és egy bébi | Unstable Fables: 3 Pigs and a Baby                            | Richard Pig (hangja)         |                    |
| 2008 | Megkínozva                        | Tortured                                                      | Brian Mark                   | Miller Zoltán      |
| 2009 | Sylvia bonyolult élete            | Weather Girl                                                  | Charles                      |                    |
| 2009 | Csodakavics                       | Shorts: The Adventures of the Wishing Rock                    | Bill Thompson                | Görög László       |
| 2009 | Újra a gimiben                    | Stay Cool                                                     | Javier                       | Maday Gábor        |
| 2010 | Terhes társaság                   | Due Date                                                      | Alan Harper (cameo)          | Zámbori Soma       |
| 2013 |                                   | Ass Backwards                                                 | Dean Morris                  |                    |
| 2014 |                                   | Hit by Lightning                                              | Ricky Miller                 |                    |
| 2019 | A nagybetűs kamaszkor             | Big Time Adolescence                                          | Reuben Harris                | Seszták Szabolcs   |

### Televízió
| Év        | Magyar cím               | Eredeti cím                             | Szerep                             | Megjegyzések                                   |
| --------- | ------------------------ | --------------------------------------- | ---------------------------------- | ---------------------------------------------- |
| 1986      |                          | Amazing Stories                         | Phil                               | 1 epizód                                       |
| 1989–1990 |                          | The Famous Teddy Z                      | Teddy Zakalokis                    | 20 epizód                                      |
| 1995–1996 |                          | Partners                                | Bob                                | 22 epizód                                      |
| 1996      | Végtelen határok         | The Outer Limits                        | Trevor McPhee                      | 1 epizód                                       |
| 1997      |                          | It's Good to Be King                    | Mort                               |                                                |
| 1997      | Dharma és Greg           | Dharma & Greg                           | Brian                              | 1 epizód                                       |
| 1998      |                          | Getting Personal                        | Sam Wagner                         | 17 epizód (producer)                           |
| 1998      | Herkules                 | Hercules: The Animated Series           | szárnyas farkasok (hangja)         | 1 epizód                                       |
| 1998      |                          | Mr. Show with Bob & David               | Duckie                             | 1 epizód                                       |
| 1998      | Két pasi meg egy csajszi | Two Guys, a Girl and a Pizza Place      | Justin                             | 1 epizód                                       |
| 2000      | Family Guy               | Family Guy                              | Kevin Swanson (hangja)             | 1 epizód                                       |
| 2000–2001 | Csak egy kis para        | The Trouble With Normal                 | Zack Mango                         | 13 epizód                                      |
| 2002      | Hivatalból vesztes       | Andy Richter Controls the Universe      | Lemuel Praeger                     | 1 epizód                                       |
| 2002      | Ügyvédek                 | The Practice                            | Terry Pender                       | 1 epizód                                       |
| 2003      |                          | Becker                                  | Roger                              | 1 epizód                                       |
| 2003      |                          | Hey Joel                                | Joel Stein (hangja)                | 4 epizód                                       |
| 2003–2004 |                          | Stripperella                            | Dave / Clifton / Clifford (hangja) | 3 epizód                                       |
| 2003–2015 | Két pasi – meg egy kicsi | Two and a Half Men                      | Alan Harper                        | - főszereplő (262 epizód) - rendező (4 epizód) |
| 2005–2006 | Danny, a fantom          | Danny Phantom                           | Freakshow (hangja)                 | 2 epizód                                       |
| 2006      | Amerikai fater           | American Dad!                           | Quacky (hangja)                    | 1 epizód                                       |
| 2008      | CSI: A helyszínelők      | CSI: Crime Scene Investigation          | önmaga                             | 1 epizód                                       |
| 2010–2011 | Hannah Montana           | Hannah Montana                          | Kenneth Truscott                   | 2 epizód                                       |
| 2012      |                          | Husbands                                | Vic Del Rey                        | 1 epizód                                       |
| 2013–2016 | Anyák gyöngye            | Mom                                     | vásárló                            | - szereplő (1 epizód) - rendező (2 epizód)     |
| 2015–2016 | NCIS                     | NCIS                                    | Dr. Cyril Taft                     | 3 epizód                                       |
| 2016      |                          | Lady Dynamite                           | önmaga                             | 1 epizód                                       |
| 2016–2017 | A farm                   | The Ranch                               | Bill                               | 2 epizód                                       |
| 2017–2019 |                          | Ryan Hansen Solves Crimes on Television | Jon Cryer                          | 7 epizód                                       |
| 2017–2018 | Justice League Action    | Justice League Action                   | Felix Faust (hangja)               | 2 epizód                                       |
| 2018      | Robotcsirke              | Robot Chicken                           | Okoska / Ziggy (hangja)            | 1 epizód                                       |
| 2018      | Will és Grace            | Will & Grace                            | önmaga                             | 1 epizód                                       |
| 2018      |                          | Drop the Mic                            | önmaga                             | 1 epizód                                       |
| 2018      | Mit gondolsz, ki vagy?   | Who Do You Think You Are?               | önmaga                             | 2 epizód                                       |
| 2019      | Batwoman                 | Batwoman                                | Lex Luthor                         | 1 epizód                                       |
| 2019      | Flash – A Villám         | The Flash                               | Lex Luthor                         | 1 epizód                                       |
| 2019–2021 | Supergirl                | Supergirl                               | Lex Luthor                         | 20 epizód                                      |
| 2020      | A zöld íjász             | Arrow                                   | Lex Luthor                         | 1 epizód                                       |
| 2020      | A holnap legendái        | DC's Legends of Tomorrow                | Lex Luthor                         | 1 epizód                                       |
| 2021      | A Kominsky-módszer'      | The Kominsky Method                     | önmaga                             | 1 epizód                                       |
| 2023–2024 |                          | Extended Family                         | Jim Kearney                        | 13 epizód (vezető producer)                    |